# Liste der Baudenkmale in Hahausen
In der Liste der Baudenkmale in Hahausen sind alle Baudenkmale des niedersächsischen Ortsteils Hahausen der Stadt Langelsheim aufgelistet. Die Quelle der Baudenkmale ist der Denkmalatlas Niedersachsen. Der Stand der Liste ist der 19. Dezember 2020.

## Allgemein
In den Spalten befinden sich folgende Informationen:
- Lage: die Adresse des Baudenkmales und die geographischen Koordinaten. Kartenansicht, um Koordinaten zu setzen. In der Kartenansicht sind Baudenkmale ohne Koordinaten mit einem roten Marker dargestellt und können in der Karte gesetzt werden. Baudenkmale ohne Bild sind mit einem blauen Marker gekennzeichnet, Baudenkmale mit Bild mit einem grünen Marker.
- Bezeichnung: Bezeichnung des Baudenkmales
- Beschreibung: die Beschreibung des Baudenkmales. Unter § 3 Abs. 2 NDSchG werden Einzeldenkmale und unter § 3 Abs. 3 NDSchG Gruppen baulicher Anlagen und deren Bestandteile ausgewiesen.
- ID: die Objekt-ID des Baudenkmales
- Bild: ein Bild des Baudenkmales, ggf. zusätzlich mit einem Link zu weiteren Fotos des Baudenkmals im Medienarchiv Wikimedia Commons. Wenn man auf das Kamerasymbol klickt, können Fotos zu Baudenkmalen aus dieser Liste hochgeladen werden:

## Hahausen

### Gruppe: Hofanlage Goslarer Straße 1 / Neuekrug 9
Doppelhofanlage an der Straßengabelung Goslarer Straße / Neuekrug; Doppelwohnhaus an der Straßenecke sowie zwei rückwärtige Wirtschaftsgebäude. Die Gruppe hat die ID 35899715.

| Lage                                           | Bezeichnung        | Beschreibung | ID       | Bild |
| ---------------------------------------------- | ------------------ | --- | -------- | ---- |
| Goslarer Straße 1 51° 56′ 29″ N, 10° 13′ 40″ O | Wohnhaus           | Zweigeschossige Doppelhaushälfte mit Satteldach, Werksteinmauerwerk, hoher Sockel, horizontale Ziergliederungen aus Backstein, giebelseitig Sandsteinaußentreppe. | 37717341 | BW   |
| Neuekrug 9 51° 56′ 30″ N, 10° 13′ 39″ O        | Wohnhaus           | Zweigeschossige Doppelhaushälfte mit Satteldach, Werksteinmauerwerk, hoher Sockel, horizontale Ziergliederungen aus Backstein, giebelseitig Sandsteinaußentreppe. | 37717482 | BW   |
| Neuekrug 9 51° 56′ 31″ N, 10° 13′ 39″ O        | Wirtschaftsgebäude | Stallscheune, Erdgeschoss in Massivbauweise mit Werksteinmauerwerk, Obergeschoss in Fachwerkbauweise, seitliche Quereinfahrt.                                     | 37717505 | BW   |
| Goslarer Straße 1 51° 56′ 31″ N, 10° 13′ 40″ O | Wirtschaftsgebäude | Stallscheune, Erdgeschoss in Massivbauweise mit Werksteinmauerwerk, Obergeschoss in Fachwerkbauweise, seitliche Quereinfahrt.                                     | 37717364 | BW   |

### Gruppe: Hofanlage Neuekrug 11
Hofanlage mit straßenseitigem Haupthaus, zweiflügeliger Stallscheune sowie rückwärtigem Wirtschaftstrakt, mit umfassender Einfriedungsmauer. Die Gruppe hat die ID 37679379.

| Lage                                     | Bezeichnung        | Beschreibung | ID       | Bild |
| ---------------------------------------- | ------------------ | --- | -------- | ---- |
| Neuekrug 11 51° 56′ 27″ N, 10° 13′ 39″ O | Stallscheune       | Fachwerkbau mit Satteldach, Gefache verputzt; Scheunentrakt traufständig entlang der Straße, mit seitlich platzierter Längsdurchfahrt, Stallanbau rechtwinklig auf rückwärtigen Hofbereich errichtet. | 37717574 | BW   |
| Neuekrug 11 51° 56′ 27″ N, 10° 13′ 41″ O | Wirtschaftsgebäude | Fachwerkbau mit Walmdach, zweiflügeliger Bau auf L-förmigem Grundriss im rückwärtigen Bereich des Wohnhauses; Gefache verputzt, hoher Sandsteinsockel, Walmdächer mit breiten Ladeluken.              | 37717552 | BW   |
| Neuekrug 11 51° 56′ 28″ N, 10° 13′ 39″ O | Wohnhaus           | Zweigeschossiger Fachwerkbau mit Walmdach, Obergeschoss vorkragend, Gefache verputzt, Natursteinsockel; Außentreppe mit Stufen und Brüstung aus Sandstein. Inschriftlich datiert auf 1753.            | 37717528 | BW   |
| Neuekrug 11 51° 56′ 28″ N, 10° 13′ 42″ O | Einfriedung        | Umlaufende Einfriedungsmauer aus Sandsteinquadermauerwerk, Torpfosten aus Sandstein. | 37717596 | BW   |

### Gruppe: Kirchhof Hahausen
Dorfkirche, frei stehend in der Grünfläche des ehemaligen Kirchhofs. Die Gruppe hat die ID 37679413.

| Lage                                  | Bezeichnung | Beschreibung | ID       | Bild |
| ------------------------------------- | ----------- | --- | -------- | ---- |
| Am Platz 51° 56′ 57″ N, 10° 12′ 57″ O | Kirche      | Rechteckiger Massivbau mit Walmdach und mittigem Dachreiter, Putzfassade, Eckquaderungen in Sandstein, Westportal mit Sandsteineinfassung. Schmale, hohe Rundbogenfenster mit farbiger Verglasung. Erbaut 1793–94, renoviert 1906. | 37717251 |      |
| Am Platz 51° 56′ 57″ N, 10° 12′ 56″ O | Kirchhof    | Kirchhof, mit der St. Romanus-Kirche im Mittelpunkt; allseitig die Kirche umgebende Freifläche. | 37717275 | BW   |

### Gruppe: Hofanlage In der Straße 6
Hofanlage aus zwei giebelständigen, firstparallelen Fachwerkbauten, vermutlich noch aus dem späten 18. Jahrhundert stammend. Die Gruppe hat die ID 37679294.

| Lage                                        | Bezeichnung              | Beschreibung | ID       | Bild |
| ------------------------------------------- | ------------------------ | --- | -------- | ---- |
| In der Straße 6 51° 56′ 59″ N, 10° 13′ 3″ O | Wohnhaus                 | Zweigeschossiger Fachwerkbau mit Krüppelwalmdach, Fassaden komplett mit Schiefer verkleidet, Obergeschoss dreiseitig vorkragend. Errichtet wohl gegen Mitte oder Ende des 18. Jh.            | 37717387 | BW   |
| In der Straße 6 51° 56′ 58″ N, 10° 13′ 4″ O | Wohn-/Wirtschaftsgebäude | Zweigeschossiger Fachwerkbau mit Satteldach auf schmalem länglichen Grundriss, Fachwerk mit Backsteinmauerwerk ausgefacht, verputzt. Vermutlich aus der zweiten Hälfte des 19. Jh. stammend. | 37717411 | BW   |

### Gruppe: Alte Dorfschule
Ehemalige Hofanlage, Wohn-/Wirtschaftsgebäude seit 1865 als Dorfschule genutzt, mit Einfriedungsmauer zum Platzbereich östlich der Anlage. Die Gruppe hat die ID 37679362.

| Lage                                     | Bezeichnung               | Beschreibung | ID       | Bild |
| ---------------------------------------- | ------------------------- | --- | -------- | ---- |
| Am Platz 11 51° 56′ 56″ N, 10° 12′ 58″ O | Wohn-/ Wirtschaftsgebäude | Zweigeschossiger Fachwerkbau mit Krüppelwalmdach, Gefache verputzt. Ehemals Wohn-/ Wirtschaftsgebäude einer Hofanlage, 1865 als Schule umgenutzt. | 37717318 | BW   |
| Am Platz 11 51° 56′ 56″ N, 10° 12′ 59″ O | Einfriedung               | Böschungsmauer aus Sandsteinquadermauerwerk. | 37717296 | BW   |

### Gruppe: Revierforsthof Hahausen
Ehemaliger Forsthof der Revierförsterei Hahausen. Große Hofanlage mit teilweise aus dem 17. Jh. entstammenden Bauten. Quer zum Oberdorf gestelltes Fachwerk-Wohnhaus, großformatige lang gestreckte Scheune längs der Straße Langenberg sowie rechtwinklig dazu angebautes Wirtschaftsgebäude in Fachwerkbauweise. Die Gruppe hat die ID 37679344.

| Lage                                    | Bezeichnung        | Beschreibung | ID       | Bild |
| --------------------------------------- | ------------------ | --- | -------- | ---- |
| Oberdorf 10 51° 56′ 48″ N, 10° 13′ 7″ O | Wohnhaus           | Zweigeschossiger Fachwerkbau mit Satteldach, mittiges Zwerchhaus (um 1910/1920), hoher verputzter Sockel, Gefache verputzt, Obergeschoss vorkragend, Gefache mit Fußwinkelhölzern; Kernbau wohl um 1676/78 erbaut, Erweiterung um 1915 nach Osten. | 37717780 | BW   |
| Oberdorf 10 51° 56′ 48″ N, 10° 13′ 6″ O | Wirtschaftsgebäude | Fachwerkbau mit Satteldach, rechtwinklig zur Scheune stehendes Wirtschaftsgebäude, Sockel aus Sandsteinmauerwerk, Gefache mit Lehmziegel- und Backsteinmauerwerk ausgefacht. Gefüge im Kern wohl aus dem 18. Jh.                                   | 37717733 | BW   |
| Oberdorf 10 51° 56′ 49″ N, 10° 13′ 6″ O | Einfriedung        | Quadermauer zur Straße Langenberg, großformatige Sandsteinquaderblöcke. | 37717757 | BW   |

### Gruppe: Wohnhaus Oberdorf 15
Anwesen am Südrand des Ortskerns von Hahausen, bestehend aus einem großen Wohnhaus aus der zweiten Hälfte des 19. Jh. sowie einer umlaufenden Einfriedungsmauer; Vorgarten mit alten Fliederbäumen. Die Gruppe hat die ID 37679327.

| Lage                                     | Bezeichnung | Beschreibung | ID       | Bild |
| ---------------------------------------- | ----------- | --- | -------- | ---- |
| Oberdorf 15 51° 56′ 46″ N, 10° 13′ 11″ O | Wohnhaus    | Zweigeschossiger Massivbau mit Satteldach, Sockel aus Sandsteinquadermauerwerk, Fassaden in Backsteinmauerwerk, Fenster- und Türeinfassungen in Sandstein; Haustür von 1876. | 37717874 | BW   |
| Oberdorf 15 51° 56′ 46″ N, 10° 13′ 11″ O | Einfriedung | Einfriedungsmauer mit Sandstein-Plattenabdeckung, aufwendig gestaltete Torpfosten in Sandstein.                                                                              | 37717851 | BW   |

### Einzelbaudenkmale
| Lage                                      | Bezeichnung               | Beschreibung | ID       | Bild |
| ----------------------------------------- | ------------------------- | --- | -------- | ---- |
| Neuekrug 4 51° 56′ 29″ N, 10° 13′ 36″ O   | Wohn-/ Wirtschaftsgebäude | Zweigeschossiger Fachwerkbau mit Krüppelwalmdach, Obergeschosse beidseitig vorkragend, Gefache verputzt, Wirtschaftsteil mit Sockel aus Sandsteinquadermauerwerk. | 37717457 | BW   |
| Langenberg 51° 56′ 50″ N, 10° 13′ 5″ O    | Ehrenmal                  | Ehrenmal für die Gefallenen der beiden Weltkriege, mit Ehrenmauer aus Muschelkalk. Entwurf: Hugo Hoffmeister | 37717435 | BW   |
| Neustadt 15 51° 57′ 0″ N, 10° 13′ 16″ O   | Wohn-/ Wirtschaftsgebäude | Zweigeschossiger Fachwerkbau mit Satteldach, traufständig in Straßenrandbebauung; hoher Sockel in Sandsteinquadermauerwerk, Gefache mit Backsteinmauerwerk ausgefacht, verputzt. Vermutlich in der zweiten Hälfte des 19. Jh. erbaut. | 37717663 | BW   |
| Neustadt 16 51° 57′ 1″ N, 10° 13′ 17″ O   | Wohn-/ Wirtschaftsgebäude | Zweigeschossiger Fachwerkbau mit Satteldach, traufständig in Straßenrandbebauung; Sockel in Sandsteinquadermauerwerk, Gefache mit Lehmsteinen ausgefacht, verputzt. Vermutlich gegen Mitte des 19. Jh. erbaut. | 37717640 | BW   |
| Neustadt 28 51° 57′ 1″ N, 10° 13′ 9″ O    | Wohn-/ Wirtschaftsgebäude | Zweigeschossiger Fachwerkbau mit Satteldach, verputzte Gefache, niedriger Natursteinsockel, Oberstock vorkragend, Geschossschwelle mit Schiffskehlung, Füllbalken abgerundet. Im Kern wohl im 17. Jh. erbaut, Wirtschaftsteil im 19. Jh. um einen Stallanbau erweitert, Wohnteil ebenfalls im 19. Jh. um zwei Gefache erweitert.                       | 37717663 | BW   |
| Oberdorf 2 51° 56′ 53″ N, 10° 13′ 6″ O    | Wohn-/ Wirtschaftsgebäude | Zweigeschossiger Fachwerkbau mit Satteldach, frei stehend in straßenrandbegleitender Stellung; Sockel aus Sandsteinquadermauerwerk, Gefache verputzt; Wohnteil im OG vorkragend, Geschossschwelle mit Schiffskehlung, gerundete Füllbalken, profilierte Balkenköpfe. Im Kern wohl aus dem frühen 18. Jh., Wirtschaftsteil wohl gegen Mitte des 19. Jh. | 37717686 | BW   |
| Oberdorf 13 51° 56′ 48″ N, 10° 13′ 10″ O  | Scheune                   | Länglicher Fachwerkbau mit Satteldach, seitliche Längsdurchfahrt, Sandsteinsockel, Ausfachungen in Backsteinmauerwerk; vermutlich erbaut gegen Mitte des 19. Jh. | 37717827 | BW   |
| Zehntnershai 51° 57′ 12″ N, 10° 11′ 43″ O | Kalkofen                  | Schachtofen aus Ziegelmauerwerk, gelegen am Fuße eines Hügelzugs, 300 m nördlich der B82; 18 m hoher Kegelstumpf mit innerer Schamottsteinausmauerung. | 37717231 | BW   |